# 梶村秀樹
梶村 秀樹（かじむら ひでき、1935年（昭和10年）7月4日 - 1989年(平成元年）5月29日）は、日本の歴史学者。元神奈川大学経済学部教授。専攻は朝鮮近現代史。東京出身。

## 略歴
戦時司法特別法 （1943年）の著者の1人である梶村敏樹は実父。なお、母方の曽祖父は大久保春野である。
1959年東京大学文学部東洋史学科卒業。1963年同大学院人文科学研究科博士課程退学、以後1969年まで東京大学東洋文化研究所助手。1961年から1979年まで日本朝鮮研究所で研究活動を行う。1973年神奈川大学助教授、1979年同教授。1989年（平成元年）5月29日に癌のため53歳で死去した。
下條正男は、韓国の主張に同調する日本人を「良心的日本人」として韓国の民間団体「独島を日本に知らせる運動連帯」が2013年5月2日中央日報に「朴槿恵大統領に捧げる公開請願」という2面の「極右学者」を非難する意見広告を掲載した際、「日本にも正しい学者が多数いる」として「良心的日本人」の一人に梶村を挙げたと述べている。

## 研究
日本の朝鮮近代史研究のパイオニアの一人である。戦前の日本における朝鮮史研究の基調をなす停滞史観に反発し、前近代朝鮮がもっていた自律的、内在的な発展の可能性を植民地化がつぶしたと考える「内在的発展論」の観点から、李朝時代より植民地時代にかけての小規模商工業を分析して、これを土着の民族資本の萌芽とみなす「資本主義萌芽論」を展開した。また独立後の南北朝鮮双方の社会経済分析や在日韓国・朝鮮人史研究にも力を注いだ。
朝鮮史研究会に発足時から参加し、その中心的メンバーとして朝鮮史研究の発展に大きく貢献した。

## 社会活動
アカデミズムにとどまらず、金芝河支援運動、金嬉老支援運動、指紋押捺拒否運動など、韓国の開発独裁体制への反対運動や在日韓国・朝鮮人を支援する運動に積極的に参加した。また、現代語学塾など在野での教育活動を通して多くの人材を育成した。
中核派系の団体とも関わりがあった。

## 主張
日韓基本条約を批判するなど日本政府の対朝鮮政策を厳しく非難しており、また李承晩大統領についても「対米屈従グループ」と非難している。
- 「1965年日本政府は南朝鮮の支配層との間に日韓条約を締結し、分断国家の一方である韓国政府を朝鮮の唯一の合法政権と認定して、『韓国の安全は日本国自身の安全にとって緊要である』（1969年11月21日、佐藤ニクソン日米共同声明）との宣言のもとで、南朝鮮の政治・経済に全面的に介入・浸透しているからである。問題は、それが南北朝鮮民衆に共通の自主的統一と主体的発展を望む心情と食いちがい、敵対しているところにある[4]」
- 「1965年の日韓条約下の日本独占資本の全面的侵入は、南朝鮮を従属資本主義体制下に深くひきこんで、不安定な低賃金労働者の階層を増大させるとともに、そうした形での『GNP成長』と輸出増大（資本主義世界への依存度の増大）をもたらし、朴政権の民衆強圧を支え、またむしろそれを利用するにいたっている[5]」
- 「李承晩らの対米屈従グループ[6]」
- 「1950 – 53年の朝鮮戦争は、両体制間矛盾と関連する国際政治の視点からの批判的研究と同時に、変革と統一を志向する南北朝鮮の民衆の志向とこれを抑圧せんとする国内・外の勢力との対決として考察されるべきである。国外からの介入によって民衆の志向は貫徹しきれず、戦後、南における李承晩体制、北における金日成体制の確立によって象徴されるように、分断の固定化を条件として、南・北まったく相違なる政治の軌跡がたどられた[6]」

## 批判
鄭大均は、エドウィン・O・ライシャワーを引き合いに出しながら、梶村が韓国人の日本人に対する「恨」や植民地時代の抵抗運動ばかりを強調していることを批判している。

## 主な著訳書
- 『東学史 : 朝鮮民衆運動の記録』（訳書、呉知泳著）平凡社〈平凡社東洋文庫〉、1970年。
- 『白凡逸志：金九自叙伝』（訳書、金九著）平凡社〈平凡社東洋文庫〉、1973年。
- 『朝鮮における資本主義の形成と展開』龍溪書舎、1977年。
- 『朝鮮史：その展開』講談社〈講談社現代新書〉、1977年。
- 『朝鮮史の枠組と思想』研文出版、1982年。
- 『写真記録日本の侵略：中国/朝鮮』 黒羽清隆、梶村秀樹、ほるぷ出版、1983年。（共著）
- 『梶村秀樹著作集』（全6巻+別巻）明石書店、1990年 - 1993年。
- 『朝鮮史：その発展』明石書店、2007年。（『朝鮮史：その展開』全文と梶村秀樹・桜井浩『朝鮮統一への胎動』三省堂、1971年の梶村執筆部分を一冊にしたもの）
- 『排外主義克服のための朝鮮史』平凡社〈平凡社ライブラリー〉、2014年。ISBN 978-4-582-76823-7